# توني دسوزا
توني دسوزا (بالإنجليزية: Tony D'Souza)‏‏ (2 يوليو 1974 في شيكاغو - ) صحفي، وروائي من الولايات المتحدة.

## الجوائز
- زمالة غوغنهايم
- جائزة سو كوفمان للرواية الأولى